# ذا ويتشر:نايتمير أوف ذا وولف
ذا ويتشر:نايتمير أوف ذا وولف (بالإنجليزية: The Witcher: Nightmare of the Wolf)‏ هو فيلم رسوم متحركة أمريكي-كوري جنوبي صدر عام 2021 من بطولة ثيو جيمس،لارا بولفر،غراهام مكتافيش وماري ماكدونيل.